# Burj Khalifa

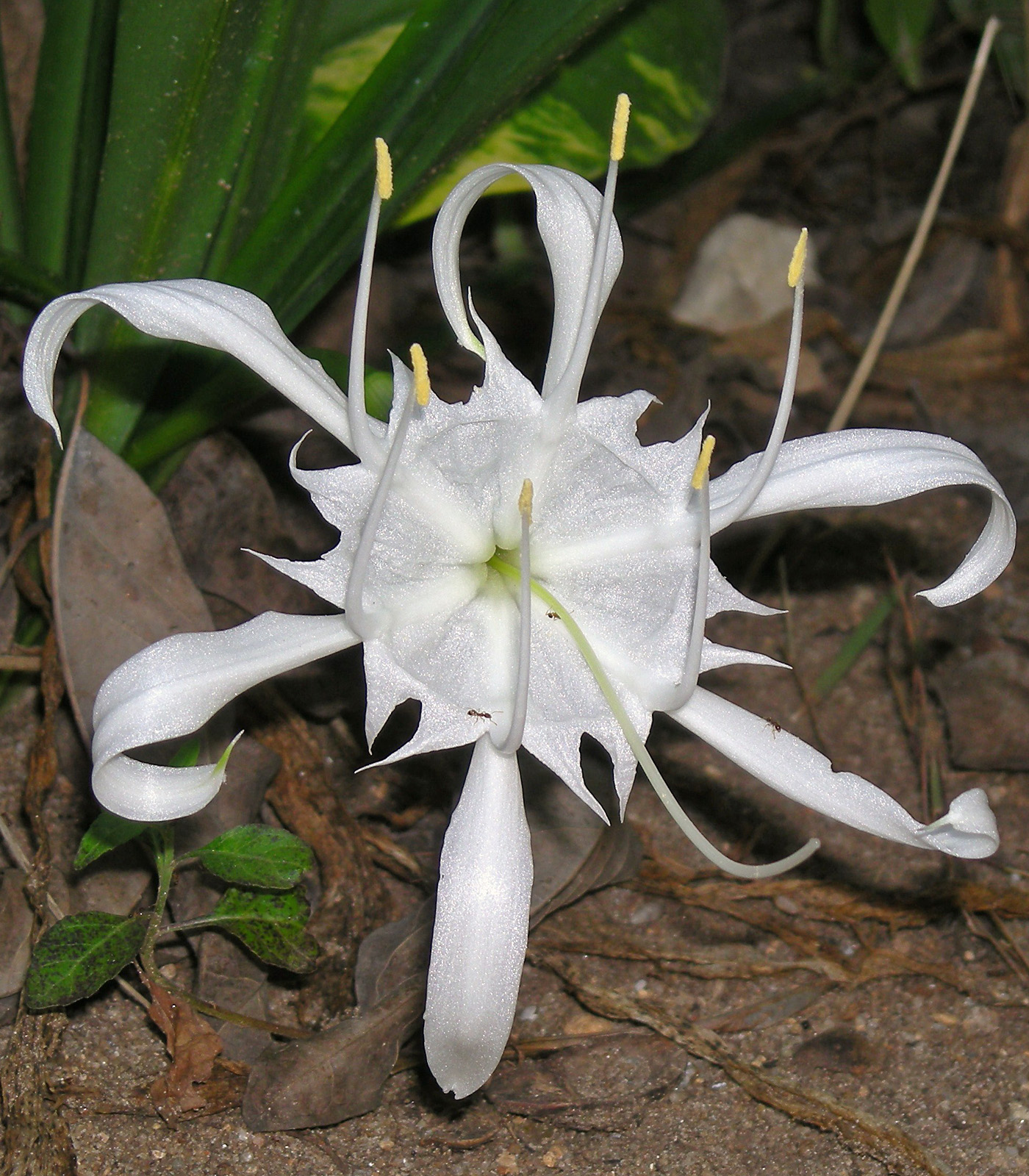
De Burj Khalifa kreeg een grondplan met drie leden gebaseerd op de vorm van de woestijnbloem Hymenocallis

Vergelijking van een aantal hoge bouwwerken

Burj Khalifa (Arabisch: برج خليفة) is een wolkenkrabber in de stad Dubai in de Verenigde Arabische Emiraten. Op 21 september 2004 werd begonnen met de bouw. Op 21 juli 2007 nam de Burj Khalifa de titel 'hoogste gebouw ter wereld' over van de Taipei 101 in Taiwan. Op 17 januari 2009 bereikte de toren zijn hoogste punt, met een hoogte van 828 meter. Inclusief antennes en vlaggenmasten is de hoogte 829,8 meter. Het gebouw werd met groots vuurwerk geopend op 4 januari 2010.
Tijdens de bouw stond de toren bekend onder de naam Burj Dubai (Arabisch: برج دبي, letterlijk: Toren van Dubai), maar enkele uren voor de opening werd de toren herdoopt tot Burj Khalifa, een verwijzing naar Khalifa bin Zayed Al Nahayan, president van de Verenigde Arabische Emiraten en emir van het naburige Abu Dhabi. Deze naamswijziging gebeurde na aanzienlijke financiële steun aan het door de financiële crisis geteisterde Dubai vanuit het emiraat Abu Dhabi.

## Architectuur en ontwerp
De Burj Khalifa werd ontworpen door het Amerikaanse architectenbureau Skidmore, Owings and Merrill uit Chicago. Zij ontwierpen onder meer ook de Willis Tower in Chicago en de Jin Mao Tower in Shanghai. De hoofdaannemer werd het Zuid-Koreaanse Samsung C&T Corporation, met als belangrijke onderaannemers het Belgische Besix en het plaatselijke Arabtec Construction. De projectontwikkelaar is Emaar Properties uit Dubai.
Het grondplan van de toren is gebouwd in de vorm van de Hymenocallis, een veelvoorkomende woestijnbloem in de regio. De toren is opgebouwd uit drie elementen rond een centrale kern. Het betonnen lichaam van het gebouw is ruim 575 meter hoog. De dakhoogte is rond de 636 meter. De schattingen over de uiteindelijke hoogte liepen ver uiteen. De betrokken bedrijven hielden dit eerst angstvallig geheim uit angst dat de hoogte van de Burj Khalifa in korte tijd zou worden overtroffen. Uiteindelijk bleef de teller staan op 828 meter.
In de toren is, naast kantoorruimte en 900 appartementen, ruimte gereserveerd voor een groot hotel. Het hotelinterieur is ontworpen door modeontwerper Giorgio Armani. Het eerste Armani Hotel heeft 15 van de 37 onderste verdiepingen betrokken.
Op de verdiepingen 37 tot 108 is ruimte voor appartementen. Volgens de projectontwikkelaar werden alle appartementen in acht uur verkocht. Op de 76e verdieping is een buitenzwembad te vinden en op de 123e, 124e en 148e verdieping bevindt zich een oberservatiedek. Verder bevindt de hoogste nachtclub ter wereld zich op de 143e verdieping, de hoogste lounge van de wereld op de 152e tot de 154e verdieping en is op de 158e verdieping de hoogste moskee ter wereld te vinden.

## Records
Het hoogste gebouw dat ooit door mensen is gebouwd, breekt vele records. Enkele daarvan zijn hieronder beschreven:
- In februari 2007 overtrof de Burj Khalifa de Willis Tower, die op dat moment het grootste aantal verdiepingen ter wereld bezat. In totaal heeft het gebouw 163 verdiepingen. Dit zijn 35 verdiepingen meer dan de nummer 2: Shanghai Tower (128), en 40 etages meer dan nummer 3: Lotte World Tower (123).[6]
- Op 13 september 2007 bereikte de toren een hoogte van 555 meter. Hiermee werd het hoogste vrijstaande bouwwerk ter wereld, de CN Tower te Toronto, gepasseerd.[7]
- Op 7 april 2008 liet projectontwikkelaar Emaar het bericht uitgaan dat de Burj Khalifa een hoogte van 629 meter (en 160 voltooide verdiepingen) had bereikt. Nu was ook de KVLY-TV-mast in Noord-Dakota (628,8 meter) gepasseerd. Daarmee overtrof de Burj Khalifa het hoogste bouwwerk op aarde.[8][9]
- Op 1 september 2008 werd de hoogte van 688 meter behaald. Hiermee was het enige hoogterecord dat nog stond, dat van het hoogste bouwwerk ooit, reeds met 41,5 meter verbroken. Hiervoor stond het hoogterecord op naam van de 646,4 meter hoge mast van Radio Warschau, die in 1991 tijdens onderhoudswerkzaamheden plotseling was ingestort.
- Op 23 januari 2011 werd het hoogste restaurant ter wereld, genaamd At.mosphere, in de Burj Khalifa geopend. Het restaurant bevindt zich op de 122e verdieping, op 422 meter hoogte.[10]
- Ook een chocolade replica van de Burj Khalifa, gemaakt door Andrew Farrugia, brak op 30 november 2014 een record. De replica bestond uit 4200 kg Belgische chocolade en staat met zijn 13,5 meter in het Guinness Book of Records als hoogste constructie uit chocolade.[11]
- Op 17 augustus 2023 speelde Armin van Buuren een live set op de Burj Khalifa en brak hiermee het hoogterecord en het wereldrecord voor het grootste LED scherm ooit gebruikt in een show.[12]

## Techniek
De toren had de snelste liften ter wereld, met een snelheid van 42 km/u (12 m/s) (dit record werd ondertussen verbroken door de liften van de G1 Toren in Hitachinaka, Japan: 48 km/u of 13 m/s) en een capaciteit van 21 personen. Het is de hoogste liftinstallatie ter wereld. De waterinstallatie zal de toren, met een gemiddelde van 946.000 liter per dag, van water voorzien. De maximale elektriciteitsvoorziening wordt geschat op 36 MVA. Het koelsysteem zal het equivalent van ruim 10,2 miljoen kilo gesmolten ijs als koelwater gebruiken. De toren vormt het middelpunt van een multifunctioneel complex, dat onder meer het daarnaast gelegen grootste winkelcentrum ter wereld, de Dubai Mall omvat. De toren ligt aan een kunstmatige vijver met daarin de grootste fontein ter wereld.
Vanwege de techniek was de toren het hoofdonderwerp van een aflevering van National Geographic's Big, Bigger, Biggest.

## Indeling
Slechts een klein deel van het gebouw is toegankelijk voor het publiek.
| Verdiepingen  | Gebruikt voor                                 | Gebruikt voor |
| ------------- | --------------------------------------------- | ------------- |
| 160 en verder | Technische installaties                       |               |
| 156–159       | Communicatie- / zendmasten                    |               |
| 155           | Technische installaties                       |               |
| 152-154       | "World's highest lounge" uitzichtplatform     |               |
| 149-151       | Zakelijke suites                              |               |
| 148           | Uitzichtplatform At the top, Burj Khalifa SKY |               |
| 139–147       | Zakelijke suites                              |               |
| 136–138       | Technische installaties                       |               |
| 125–135       | Zakelijke suites                              |               |
| 124           | Uitzichtplatform At the Top, Burj Khalifa     |               |
| 123           | Uitzichtplatform At the Top, Burj Khalifa     |               |
| 122           | Restaurant At.mosphere                        |               |
| 111–121       | Zakelijke suites                              |               |
| 109–110       | Technische installaties                       |               |
| 77–108        | Appartementen                                 |               |
| 76            | Hal                                           |               |
| 73–75         | Technische installaties                       |               |
| 44–72         | Appartementen                                 |               |
| 43            | Hal                                           |               |
| 40–42         | Technische installaties                       |               |
| 38–39         | Hotel                                         |               |
| 19–37         | Appartementen                                 |               |
| 17–18         | Technische installaties                       |               |
| 9–16          | Armani-woningen                               |               |
| 1–8           | Armani Hotel                                  |               |
| Beganegrond   | Armani Hotel                                  |               |
| Entree        | Armani Hotel                                  |               |
| B1–B2         | Garage, technische installaties               |               |

## Trivia
- Het gebouw is zo hoog dat op de bovenste verdieping de zon drie minuten later ondergaat dan op de onderste.[14]

## Galerij

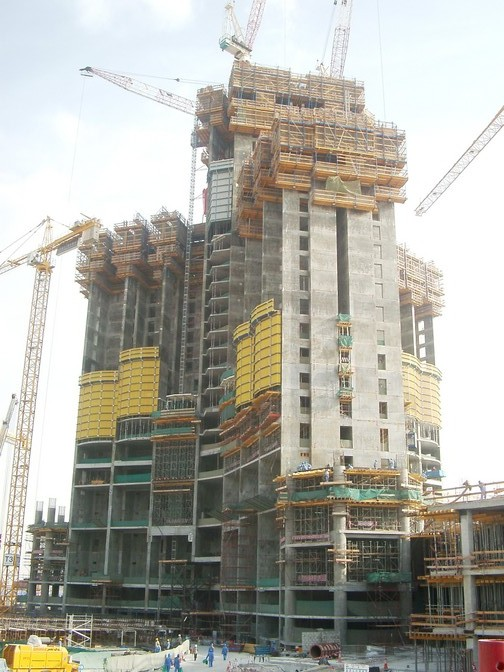
1 februari 2006
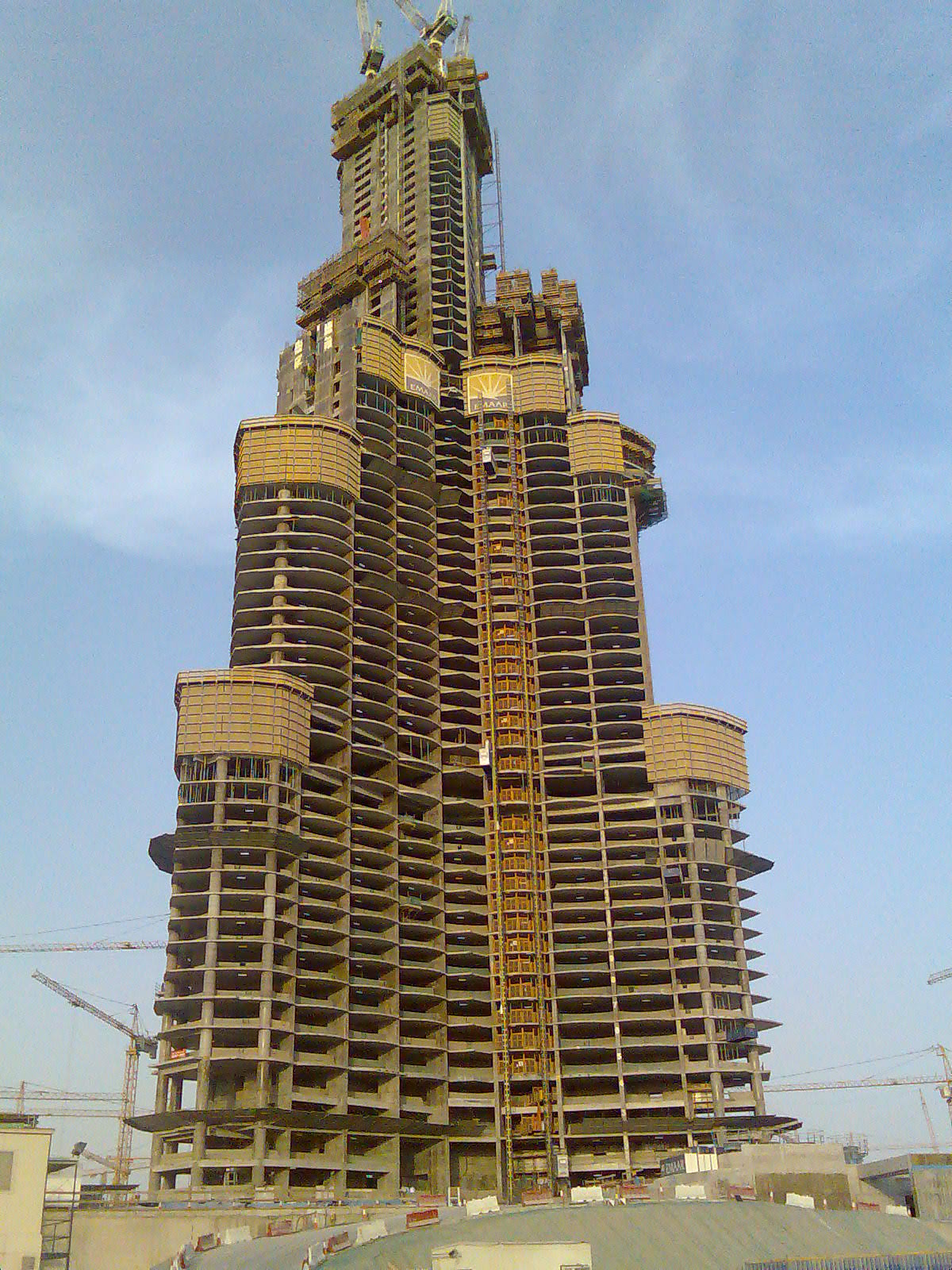
29 augustus 2006
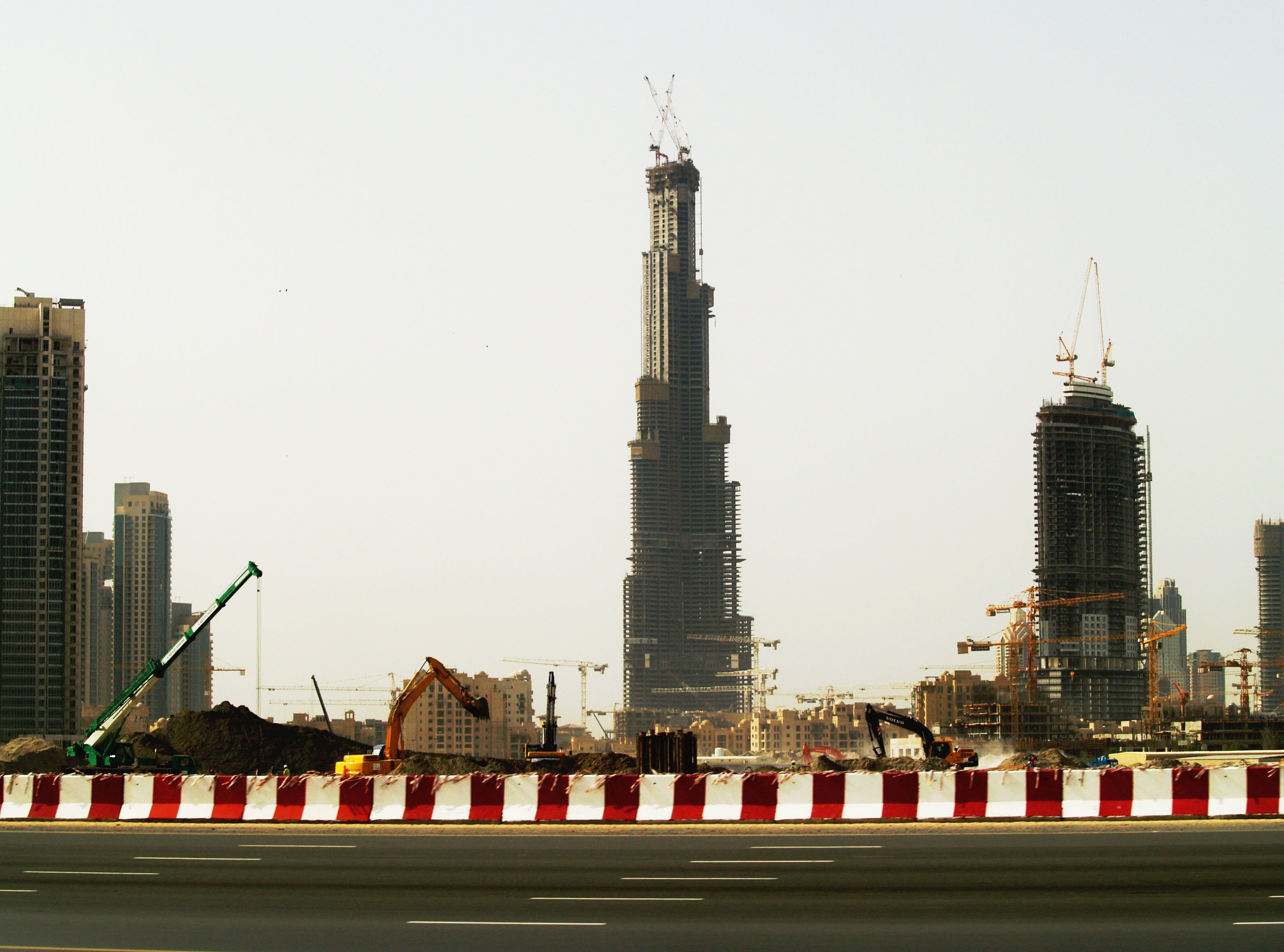
21 maart 2007
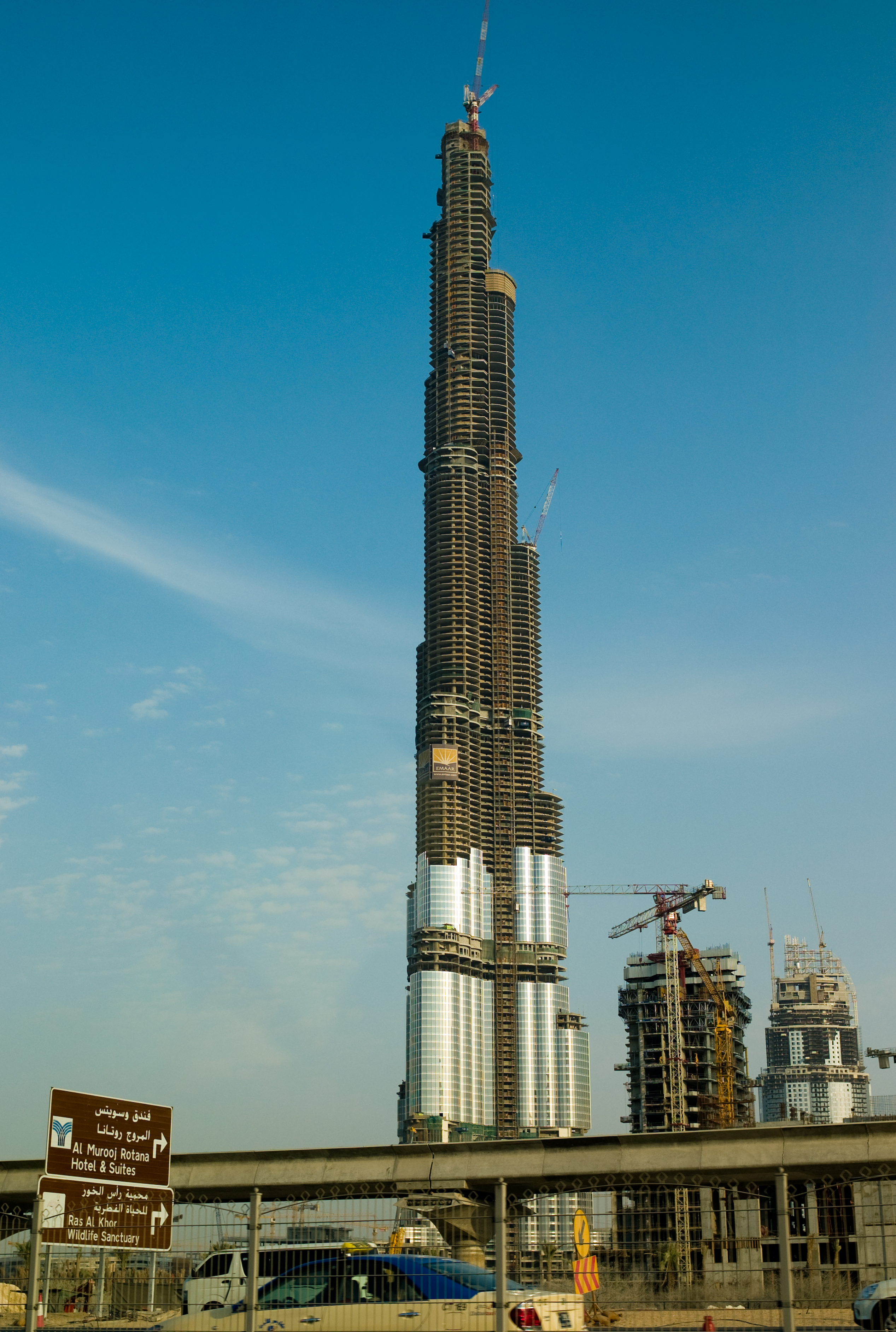
4 december 2007
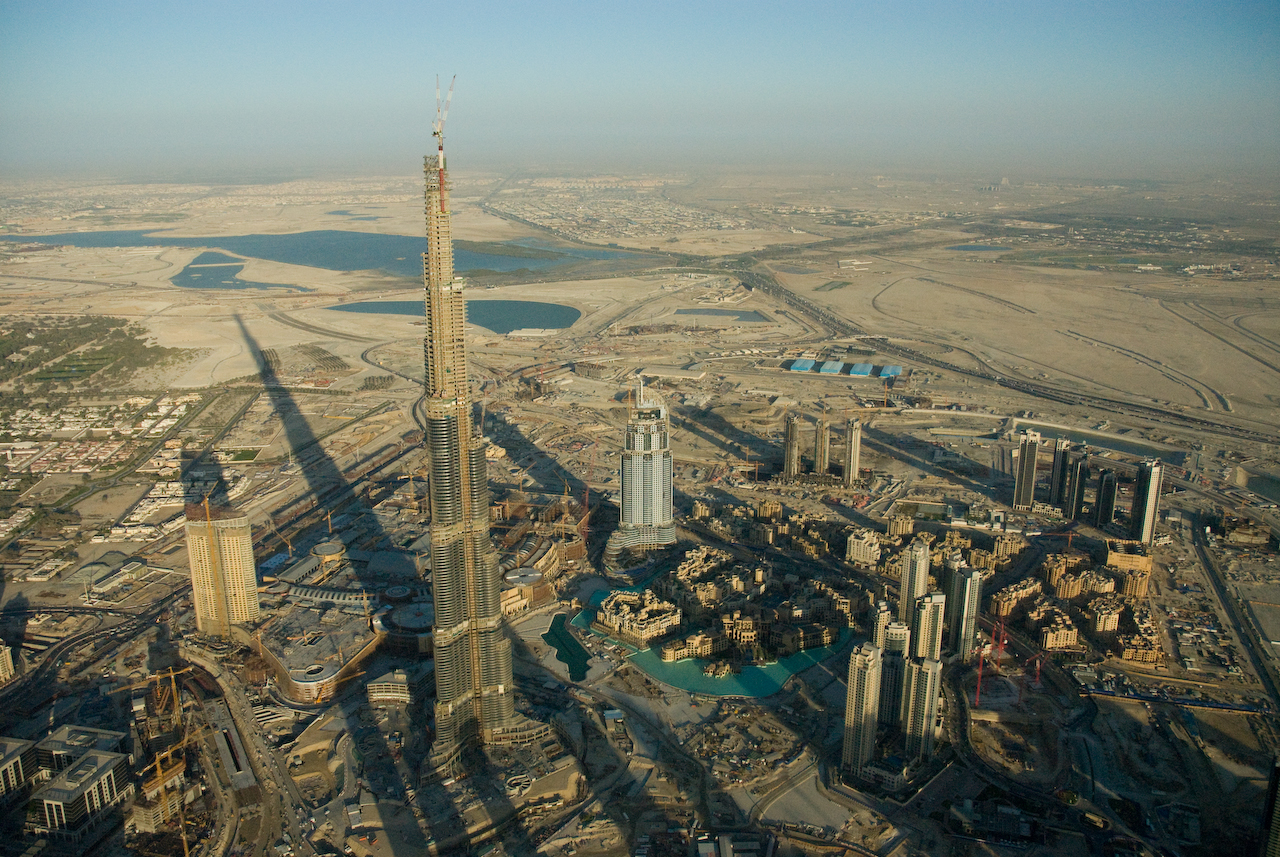
11 maart 2008